# Dieter Wiesmüller
Dieter Wiesmüller (* 1950 in Rotenburg (Wümme)) ist ein deutscher Illustrator und Kinderbuch-Autor.

## Leben
Dieter Wiesmüller lebt seit 1955 in Hamburg, wo er dann auch an der Fachhochschule für Gestaltung Grafik, Malerei und Illustration studierte und seinen Abschluss bei Professor Oelke machte. Seit 1975 arbeitet er hier freiberuflich, wobei er sich vorrangig als Titelbild-Illustrator für das Magazin „Der Spiegel“, aber auch den „Stern“ und „TransAtlantik“ sowie durch Kinderbuch-Illustrationen profilierte.
Von 1966 bis 1969 absolvierte er eine Ausbildung zum Positiv-Retuscheur in Hamburg.
Er wurde mehrfach ausgezeichnet, unter anderem vom Art Directors Club Deutschland, 1988 mit dem Luchs der Zeit und 1990 mit dem 1. Preis des Troisdorfer Bilderbuchpreises für seine Bildergeschichte Komm mit, Moritz.
Dieter Wiesmüller war in der Zeit von 1982 bis 1992 Dozent an der Hamburger Fachhochschule für Gestaltung.
Wiesmüller beeinflussten, neben amerikanischen Illustratoren und Comiczeichnern, Maler der Renaissance, der Romantik und der Neuen Sachlichkeit.
Er arbeitet bevorzugt mit Tempera, Acryl und Aquarelltechniken.

## Werke

### Eigene Werke
- Komm mit, Moritz, 1988/2008, Verlag Sauerländer
- Pernix, ein kleiner Saurier im Urzeitwald, 1992 Verlag Sauerländer, 2004 Carlsen Verlag
- Pin Kaiser und Fip Husar, 1997, Verlag Sauerländer
- Augenblick, 2002, Carlsen Verlag

### Buchillustrationen (Auswahl)
- Pipi, das rosarote Äffchen, 1995, Text Carlo Collodi, Carl Hanser Verlag
- Wo die Sonne schlafen geht, 2000, Text Klaus Modick, Carlsen Verlag
- Vom Kampf um Troja, 2003, Text Bernard Evslin, dtv/Carl Hanser Verlag
- Die Abenteuer des Odysseus, 2004, Text Bernard Evslin, dtv/Carl Hanser Verlag
- Das Nibelungenlied, 2006, Text Franz Fühmann, dtv/Carl Hanser Verlag
- Reineke Fuchs, 2008, Text Johann Wolfgang von Goethe, Carl Hanser Verlag
- Der Taucher, 2009, Text Friedrich Schiller, Carlsen Verlag

### Titelillustrationen (Auswahl)
- Der Goldene Kompass, 1996, Philip Pullman, Carlsen Verlag
- Das Magische Messer, 1997, Philip Pulmann, Carlsen Verlag
- Das Bernsteinteleskop 2001, Philip Pulmann, Carlsen Verlag
- Die Stadt der wilden Götter, 2002, Isabel Allende, Carl Hanser Verlag

## Ausstellungen
- 5. November 2009 – 31. Dezember 2010 Tauchen. Die Bildermeere von Dieter Wiesmüller im Kinderbuchhaus im Altonaer Museum Hamburg
- 19. Mai 2011 – 31. August 2011 Illusionen in der „Ute Claussen Galerie“ Klein Flottbek, Hamburg
- 7. April 2011 – Dezember 2011 „Junge! Junge!“ im Kinderbuchhaus im Altonaer Museum Hamburg